# Brayden Schnur
Brayden Schnur, né le 4 juillet 1995 à Pickering, est un joueur de tennis canadien, professionnel depuis 2016.

## Carrière
Brayden Schnur remporte son premier tournoi sur le circuit Future au Canada en 2013 puis intègre l'université de Caroline du Nord à Chapel Hill. En 2014, il se qualifie pour le Master du Canada à Toronto. Il passe professionnel en juillet 2016 et remporte quatre nouveaux tournois jusqu'en 2017. Sur le circuit Challenger, il est notamment demi-finaliste à Granby. Il intègre l'équipe du Canada de Coupe Davis lors d'une rencontre de barrages contre l'Inde et perd ses deux matchs face à Ramkumar Ramanathan et Yuki Bhambri.
En 2018, il est finaliste du tournoi Challenger de Playford et atteint quatre autres demi-finales. Il commence sa saison 2019 par une finale à Newport Beach contre Taylor Fritz, un des tournois les mieux dotés du circuit Challenger. Issu des qualifications à l'Open de New York, il crée la surprise en parvenant jusqu'en finale après des succès sur Steve Johnson (6-4, 4-6, 7-64), Paolo Lorenzi (67-7, 7-65, 7-5) et Sam Querrey (7-67, 4-6, 6-3). Il s'incline contre un autre novice, l'Américain Reilly Opelka, après avoir écarté cinq balles de match (6-1, 67-7, 7-67).

## Palmarès

### Finale en simple messieurs
| No | Date       | Nom et lieu du tournoi     | Catégorie | Dotation  | Surface    | Vainqueur     | Score           |          |
| -- | ---------- | -------------------------- | --------- | --------- | ---------- | ------------- | --------------- | -------- |
| 1  | 11-02-2019 | New York Open, Long Island | ATP 250   | 694 995 $ | Dur (int.) | Reilly Opelka | 6-1, 67-7, 7-67 | Parcours |

## Parcours dans les tournois duGrand Chelem

### En simple
| Année | Open d'Australie | Open d'Australie | Internationaux de France | Internationaux de France | Wimbledon       | Wimbledon        | US Open         | US Open      |
| ----- | ---------------- | ---------------- | ------------------------ | ------------------------ | --------------- | ---------------- | --------------- | ------------ |
| 2019  | —                | —                | —                        | —                        | 1er tour (1/64) | Márcos Baghdatís | 1er tour (1/64) | Benoît Paire |

N.B. : à droite du résultat se trouve le nom de l'ultime adversaire.

## Parcours dans lesMasters 1000
| Année | Indian Wells | Miami | Monte-Carlo | Madrid | Rome | Canada                | Cincinnati | Shanghai | Paris |
| ----- | ------------ | ----- | ----------- | ------ | ---- | --------------------- | ---------- | -------- | ----- |
| 2014  | —            | —     | —           | —      | —    | 1er tour A. Seppi     | —          | —        | —     |
| 2017  | —            | —     | —           | —      | —    | 1er tour R. Gasquet   | —          | —        | —     |
| 2019  | —            | —     | —           | —      | —    | 1er tour Tommy Paul   | —          | —        | —     |
| 2021  |              | —     | —           | —      | —    | 1er tour Lloyd Harris |            |          |       |

N.B. : sous le résultat se trouve le nom de l’ultime adversaire.